# Peter Schuhmann

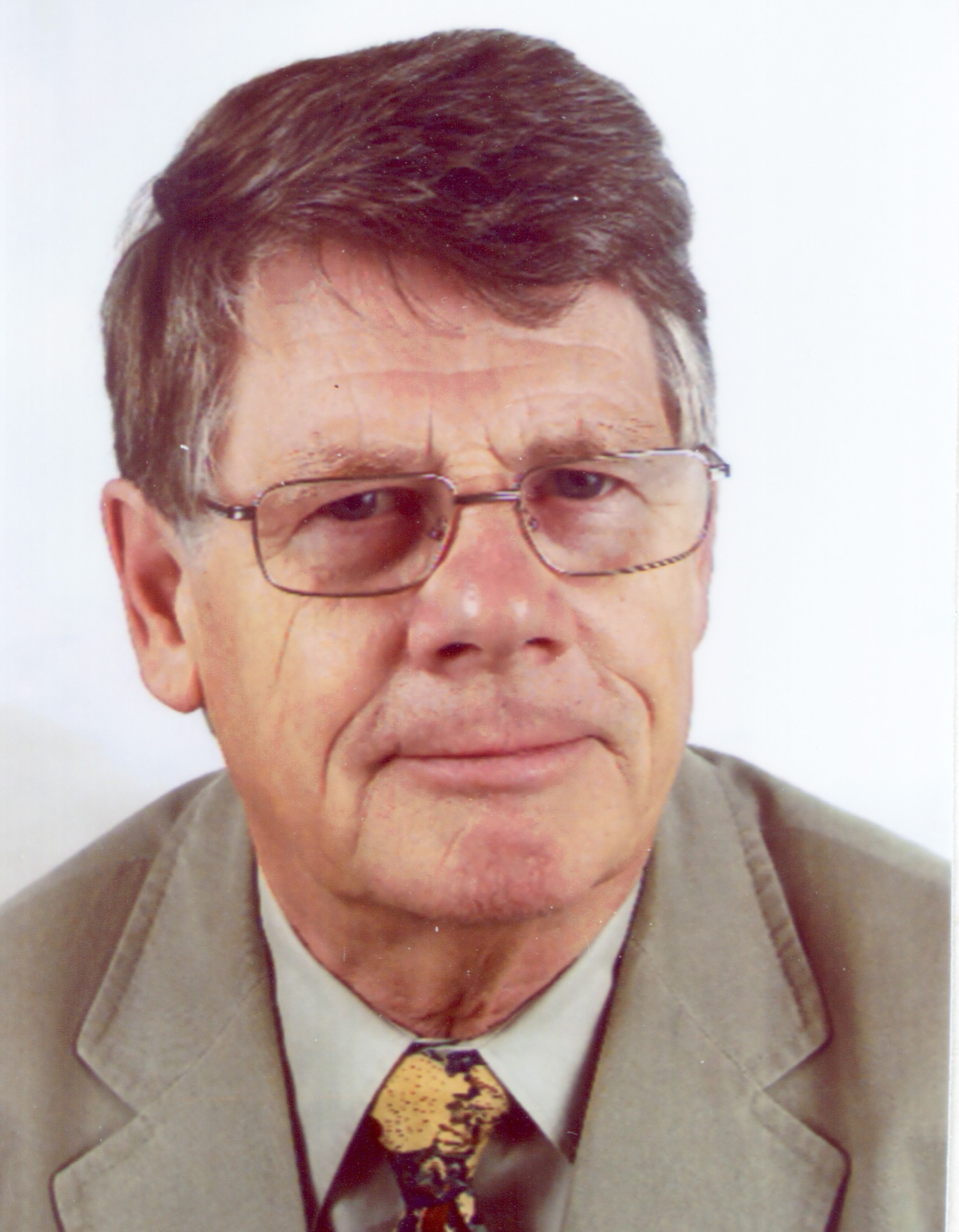
Peter Schuhmann

Peter Schuhmann (* 8. August 1937 in Dresden) ist ein deutscher Pflanzenbauwissenschaftler. Er zählt zu den führenden Pflanzenbauwissenschaftlern auf dem Spezialgebiet der Kartoffel.

## Lebensweg
Nach dem Abitur studierte Schuhmann von 1955 bis 1961 an der Universität Leipzig Landwirtschaft. Dem schloss sich eine zehnjährige Tätigkeit als Leiter großer Landwirtschaftsunternehmen an. Hier wurde durch viele Innovationen und die Nähe zur Agrarforschung auch der Grundstein für die nachfolgende praxisorientierte wissenschaftliche Tätigkeit gelegt.
Der Wechsel zur Wissenschaft erfolgte nach einer Aspirantur an der Timirjasew-Akademie in Moskau (von 1971 bis 1973) durch die Arbeitsaufnahme (ab 1974) am Institut für Kartoffelforschung Groß Lüsewitz der Akademie der Landwirtschaftswissenschaften (AdL). Hier erfolgten auch Habilitation (1981) und Ernennung zum Professor der AdL (1982). Er arbeitete bis zur Auflösung des Institutes nach der Wiedervereinigung als Direktor des Bereiches Produktionsforschung in Groß Lüsewitz. Bis zum Eintritt ins Rentenalter war er in der neu gegründeten Landesforschungsanstalt für Landwirtschaft und Fischerei des Landes Mecklenburg-Vorpommern in Gülzow als Leiter des Sachgebietes Ackerbau und stellvertretender Leiter des Institutes für Pflanzenbau tätig. Nach seiner Emeritierung engagierte sich Schuhmann in der Verbandsarbeit für die deutsche Kartoffelwirtschaft und als Berater für Pflanzenbau im russischsprachigen Raum.

### Forschung und Lehre
Die Inhalte seiner Forschungsleistungen, Veröffentlichungen und seiner Vortragstätigkeit umfassen acker- und pflanzenbauliche sowie technologische Fragen des Anbaues, der Lagerung und der Vermarktung von Kartoffeln. Er hielt Gastvorlesungen an der Humboldt-Universität Berlin, der Martin-Luther-Universität Halle-Wittenberg sowie weiteren Hochschulen mit landwirtschaftlichem Profil. Von ihm wurden zahlreiche Doktoranden betreut, Gutachten zu 18 Dissertationen und 9 Habilitationen sowie 16 Gutachten zu Forschungsberichten anderer wissenschaftlicher Einrichtungen und 5 Gutachten für Versicherungen und Gericht angefertigt. Die Ergebnisse seiner eigenen Forschungstätigkeit sind in 35 Forschungsberichten niedergeschrieben. Im Inland und im Ausland hat Schuhmann weit über 300 Veröffentlichungen in der Fachpresse aufzuweisen. Dazu kommen über 200 Vorträge im In- und Ausland. Er hat im Laufe seines Berufslebens und in der daran anschließenden Periode eine große Anzahl von Fachtagungen mit nationaler und internationaler Beteiligung organisiert und geleitet. Sein Wirken im Ausland konzentrierte sich auf die Länder Russland, Weißrussland, Ukraine, Kasachstan, Polen und Ungarn.

### Ehrenamtliche Tätigkeiten
- Mitglied der Sektion „Technologie/Mechanisierung“ der Akademie der Landwirtschaftswissenschaften der DDR (1980 bis 1990)
- Mitglied der Sektion „Pflanzenbau“ der Akademie der Landwirtschaftswissenschaften der DDR (1984 bis 1990)
- Leiter der Arbeitsgruppe „Kartoffelproduktion“ der Agrarwissenschaftlichen Gesellschaft der DDR (1980 bis 1990)
- Vorsitzender des Verbandes der Kartoffel-Lager-, Abpack- und Schälbetriebe (KLAS e.V.) von 1992 bis 2010.

## Hauptwerke
- Industriemäßiger Anbau und Lagerung von Kartoffeln, in: Kartoffel – Züchtung, Vermehrung, Anbautechnologie, Uradshaj, Minsk 1988 (russ.)
- mit H. Gall: Produktion von Kartoffeln, VEB Deutscher Landwirtschaftsverlag, Berlin 1990
- Agrarprofi M-V – Ratgeber für die Landwirtschaft in Mecklenburg-Vorpommern, Buchedition Agrimedia, Spithal 1997
- Die Erzeugung von Pflanzkartoffeln, Buchedition Agrimedia, Spithal 1997
- mit D. Spaar: Kartoffelanbau, Moskau 1997 (russ.)
- Anbau von Kartoffeln nach QS, Agrimedia, Spithal 2004
- Aufbereitung, Lagerung und Vermarktung von Kartoffeln nach QS, Agrimedia, Spithal 2004
- Kartoffeln anbauen, Agrimedia im Erlingverlag Klein Sachau 2023
- Kartoffeln lagern, Agrimedia im Erlingverlag Klein Sachau 2023

Als Mitautor war Schuhmann beteiligt an der unter Federführung von D. Spaar herausgegebenen Serie von Hochschullehrbüchern in russischer Sprache für die folgenden Bände:
- Kartoffel (Moskau, 1997; Minsk, 1999; Torschok, 2004; Kiew, 2006; Moskau, 2007),
- Getreide (Minsk, 2000; Moskau, 2008)
- Raps und Rübsen (Moskau, 2007),
- Zuckerrübe (Minsk, 2000, 2004; Moskau 2006),
- Körnerleguminosen (Minsk, 2000),
- Saat- und Pflanzgut (Berlin, 2001),
- Pflanzenschutz (Torschok, 2003),
- Futterpflanzen (Torschok, 2002; Moskau, 2009),
- Mais (Moskau, 2006),
- Nachwachsende Rohstoffe (St. Petersburg, 2006)

## Herausgeber
- mit E. Pötke: Speisefrischkartoffeln – Qualität erzeugen, erfassen, lagern, vermarkten, Buchedition Agrimedia, Spithal 1997.
- Die Erzeugung von Kartoffeln zur industriellen Verarbeitung, Buchedition Agrimedia, Spithal 1999
- mit D. Spaar: Natürliche Grundlagen der Pflanzenproduktion in den Ländern der Gemeinschaft Unabhängiger Staaten und    des   Baltikums, Agrimedia, Spithal 2000.
- Fachfragen für den Kartoffelkaufmann, Agrimedia, Clenze 2008
- mit K. Gottschalk  Lagerung und Klimatisierung von Kartoffeln, Agrimedia, Clenze 2012
- Kartoffeln in der Fruchtfolge Teil 1 und Teil 2, DLG-Verlag 2014
- Warenkunde Kartoffeln, Agrimedia, Clenze  2019
- Kartoffeltrends (jährlich einmal erscheinende Fachzeitschrift), Agrimedia, Clenze, seit 2001

## Ehrungen
- Ehrentitel „Meisterbauer der genossenschaftlichen Produktion“ (1968)
- Ehrennadel der Agrarwissenschaftlichen Gesellschaft der DDR in Silber (1983)
- Ehrennadel der Agrarwissenschaftlichen Gesellschaft der DDR in Gold (1985)
- Vizepräsident der Agrarwissenschaftlichen Gesellschaft (1990)
- Ehrendoktor der Agraruniversität Keczthely (1992)
- Pflanzenzuchtpreis des Landes Mecklenburg-Vorpommern (2010)
- Ehrenmitglied des DKHV (Deutscher Kartoffelhandelsverband, 2023)[1]